# Crister Svantesson
Bo Crister Svantesson, född 21 april 1946 i Vårgårda, död 21 maj 2025 i Ystad, var en svensk kock och restauratör.

## Biografi
Efter avslutad skolgång började Crister Svantesson som smörgåsnisse vid värdshuset i Vårgårda och var därefter under två år kockelev vid Alingsås stadshotell. Efter avlagt fackprov för kockyrket i Göteborg arbetade han vid restauranger i Västsverige, innan han år 1965 av Sune Carlqvist anställdes vid Svenska klubben i Paris. Efter flera år vid olika restauranger i Frankrike, bland annat La Tour d'Argent i Paris, återvände han till Sverige för värnpliktstjänst. Efter ytterligare en sejour i Frankrike påbörjade han en anställning vid restaurang Henriksberg. Efter en tid vid Leif Mannerströms restaurang i Hovås öppnade han år 1974 tillsammans med Mannerström Restaurang Johanna på Södra Hamngatan i Göteborg, som var den första restaurangen i Sverige med inriktning mot det nya franska köket nouvelle cuisine.
Därefter drev han egna restauranger och var verksam vid andras i bland annat Göteborg och Stockholm. Sedan 2021 drev han tillsammans med sin dotter och dotterns make restaurang Le Petit Bistrot i Ystad.
Svantesson representerade Sverige i det informella europamästerskapet i fransk matlagning Bocuse d'Or Europe 1989 och 1991, med en femte respektive tolfte plats.
Han avled i sviterna av en fallolycka 2025, 79 år gammal.